# Дом здравља Нови Београд
Дом здравља Нови Београд је здравствени центар у Београду, који се налази на територији градске општине Нови Београд.

## Опште информације
Дом здравља Нови Београд пружа осигураницима превентивне, дијагностичке, терапијске и рехабилитационе услуге у циљу спречавања, сузбијања, раног откривања и лечења болести и повреда. Службе овог здравственог центра распоређене су у три огранка, шест амбуланти, три здравствене станице и тринаест стоматолошких амбуланти у предшколским и школским установама.
Године 1948. основан је Дом здравља Нови Београда, када започиње и градња Новог Београда. У почетку је овај центар био амбуланта, затим здравствена станица, а од 24. априла 1953. године решењем Народног одбора града Београда постаје Дом здравља.
Поред главне зграде, објекте Дома здравља Нови Београду чине: Огранак Дома здравља Нови Београд у Нехруовој, огранак Дома здравља Нови Београд у Омладинских бригада, Здравствена станица „Ледине”, Здравствена станица „Блок 28”, Здравствена станица „Бежанијска коса”, Амбуланта опште медицине „Сава центар”, Амбуланта опште медицине „Енергопројект”, Амбуланта опште медицине „Старо сајмиште”, Амбуланта опште медицине „Београдске електране” и Амбуланта опште медицине „Србијагас”.